# Heterolamium
Heterolamium és un gènere d'angiospermes que pertany a la família de les lamiàcies.

## Taxonomia
- H. debile
- H. flaviforum